# Grupo Continental
Grupo Continental era un conglomerado de empresas en la república de Honduras fundado en 1929, y los dueños son la familia Rosenthal, dirigidos por el fallecido empresario Jaime Rosenthal y sus hijos Yani, Edwin, Patricia y Carlos Rosenthal, que incluye actividades financieras como: bancos, compañía de seguros, medios de comunicación, industria de cemento, e incluso como industrias agroalimentarias y de exportación de azúcar y café.
El 7 de octubre de 2015 el Departamento del Tesoro de Estados Unidos designó a Jaime Rosenthal Oliva, su hijo Yani Rosenthal y su sobrino Yankel Rosenthal como responsables de «desempeñar un papel significativo en el tráfico internacional de narcóticos» mediante el lavado de activos y otros servicios para diversos narcotraficantes centromericanos. Rosenthal ha querido poner una liquidación Voluntaria de Banco Continental pero la Banca y Seguro de Honduras no lo ha dejado, afectando así a los depositantes, acreedores y personas afiliadas a dicha entidad. Un resultado ha sido la muerte de por lo menos 200 cocodrilos, a causa de la falta de comida en la Granja Continental, que alberga 6000 cocodrilos.

## El grupo
Consiste de más que 50 empresas, empleando a más de 25,000 personas.
- Banco Continental, un banco
- Banco de Occidente, S.A., una gran porcentaje de este banco
- Seguros Continental, una empresa de seguros[9]
- Con-Delta, un contratista de la ingeniería civil
- Editorial Honduras, que dirige El Tiempo[10]
- Canal 11, un canal de televisión[11]
- Cable Color Honduras, una empresa de televisión por cable[11]
- Cementos del Norte, una empresa de cemento[12]
- Granja Continental, que alberga 6000 cocodrilos[5] y Cocodrilos Continental, una empresa exportadora
- Café Continental, una empresa exportadora de café
- ZIP Continental, una empresa de procesamiento
- Empacadora Continental, una empacadora de carnes[13]
- Compañía Azucarera Chumbagua, una compañía Azucarera[14]
- Bananas Naco, una empresa bananera
- Ganadería Quimistán, Corderos Continental, ranchas por crianza de ganado
- Cacao Continental, una finca de Cacao
- Zonas residenciales en varias ciudades (Residencial Kassandras, Residencial Oro Verde, Colonia Universidad, Residencial Los Prados, Llanos De Sula)